# 長尾四郎右衛門 (政治家)
長尾 四郎右衛門（ながお しろうえもん、1856年1月19日（安政2年12月12日）- 1916年（大正5年）1月31日）は、明治時代の政治家、実業家、銀行家。衆議院議員（2期）。貴族院多額納税者議員。

## 経歴
のちの岐阜県武儀郡菅田村（現下呂市）出身。漢学を修める。長尾信七郎の長男として生まれ、1876年（明治9年）5月に家督を相続する。家業の製糸業を発展させ濃武会社を設立し同社長を務めた。菅田町会議員、武儀郡会議員、岐阜県会議員、同常置委員、相続税審査委員、所得税調査委員、地方森林会議員などを歴任したほか、濃飛農工銀行発起人に名を連ね同頭取を務めた。
1890年（明治23年）7月の第1回衆議院議員総選挙では岐阜県第5区から出馬し当選。つづく第2回総選挙でも当選し衆議院議員を通算2期務めた。その後、1904年（明治37年）岐阜県多額納税者として貴族院議員に互選され、同年9月29日から務め、任期途中の1907年（明治40年）5月11日に辞任した。

## 親族
- 長男：長尾元太郎（衆議院議員、貴族院多額納税者議員）[7]